# Adelodrilus cooki
Adelodrilus cooki är en ringmaskart som beskrevs av Erséus 1978. Adelodrilus cooki ingår i släktet Adelodrilus och familjen glattmaskar. Arten är reproducerande i Sverige. Inga underarter finns listade i Catalogue of Life.